# Shwe
Pour l’article homonyme, voir Wah Wah Win Shwe.
Shwe est un champ de gaz situé dans le golfe du Bengale près de la Birmanie, au sud-ouest de Sittwe,. Son nom shwe signifie or en birman.

## Description
Le champ de gaz de Shwe est un champ de gaz naturel dans la mer d'Andaman. Il a été découvert en 2004 et développé par Daewoo. Il est entré en production en 2013 et produit du gaz naturel et des condensats. Les réserves  du champ gazier de Shwe sont évaluées à environ 260 km³, et la production  d'environ 700 millions 20×105m³/jour.